# Sega Rally Championship
Sega Rally Championship es un videojuego de carreras desarrollado por el estudio interno AM3 de Sega en 1994 para la placa de recreativas arcade Sega Model 2.

## Historia y curiosidades
Más tarde, el estudio AM3 realizó la conversión para Sega Saturn.
Destaca por un control realista de los coches, dependiendo del tipo de terreno en el que transcurren las carreras (asfalto, gravilla, tierra).
Sega Rally Championship tuvo versiones para Sega Model 2, Sega Saturn, PC, GameBoy Advance y N-Gage.
Una curiosidad de este juego es la música de Game Over, en la que se escucha una voz en tono optimista diciendo "Game Over, yeeeeeeaaah!". Este Game Over ha ganado popularidad a través de internet.
Su banda sonora está compuesta por Takenobu Mitsuyoshi.

## Coches
- Toyota Celica GT-Four ST205
- Lancia Delta HF Integrale
- Lancia Stratos HF Grupo 4